# Rari Nantes Savona

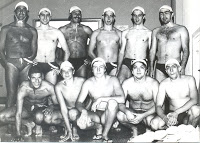
1975 Savona promossa in B

Rari Nantes Savona est un club italien de natation sportive et de water-polo, basé à Savone.

## Historique
Le club est fondé en 1948.
Le nom du club est tiré de la locution latine « Rari nantes in gurgite vasto », tirée d'un hémistiche de l'Énéide de Virgile (I, 118).
En 1986, est ouverte la section de natation synchronisée sous la direction de Patrizia Giallombardo. Elle atteint la première division italienne (série A) en 1990 dont elle remporte le championnat des clubs pour la première fois en 1994.
À partir des années 1990, l'équipe masculine de water-polo obtient ses premiers titres nationaux, puis deux trophées LEN en 2005 et 2011, et une LEN Euro Cup en 2012, noms successifs de la seconde coupe d’Europe des clubs.

## Palmarès de natation synchronisée
- 5 fois champion d'Italie des clubs : 1994, 1995, 1996, 2007 et 2008.

## Palmarès du water-polo masculin
- 3 trophées de la Ligue européenne de natation, puis LEN Euro Cup : 2005, 2011[3] et 2012[4].
- 3 titres de champion d'Italie : 1991, 1992 et 2005.
- 3 coupes d'Italie : 1990, 1991 et 1993.